# Dawn Sowell
Dawn Sowell, née le 27 mars 1966 à Philadelphie, est une athlète américaine spécialiste du sprint.

## Biographie
Le 3 juin 1989, à Provo, elle établit la troisième meilleure performance de tous les temps sur 100 m, derrière Florence Griffith-Joyner et Evelyn Ashford, en 10 s 78. La veille, elle avait couru un 200 m en 22 s 04. Ces deux performances sont les meilleures de l'année. Cependant, la même année, une blessure à la cuisse met fin prématurément à sa carrière.